# TSR Słupiec
TSR Słupiec (Telewizyjna Stacja Retransmisyjna Słupiec) – stalowa stacja nadawcza TVP wybudowana w 1991 roku.

## Parametry
- Wysokość zawieszenia systemów antenowych: TV: 10, 16 m n.p.t.

## Transmitowane programy

### Programy telewizyjne – cyfrowe
| Skład multipleksu                                                                               | Częstotliwość | Kanał | Moc promieniowana nadajnika | Polaryzacja | Kompresja wizji | Zamierzona charakterystyka promieniowania |
| ----------------------------------------------------------------------------------------------- | ------------- | ----- | --------------------------- | ----------- | --------------- | ----------------------------------------- |
| MUX 3 - TVP1 HD - TVP2 HD - TVP3 Wrocław - TVP Kultura - TVP Historia - TVP Sport - TVP Info HD | 506 MHz       | 25    | 0,01 kW                     | pozioma     | MPEG-4 AVC      | dookólna (ND)                             |

## Nienadawane analogowe programy telewizyjne
Programy telewizji analogowej wyłączone 23 kwietnia 2013 roku.
| LP | Program | Właściciel            | Częstotliwość | Kanał | Moc nadajnika |
| -- | ------- | --------------------- | ------------- | ----- | ------------- |
| 1  | TVP1    | Telewizja Polska S.A. | 215,25 MHz    | 10    | 0,02 kW       |
| 2  | TVP2    | Telewizja Polska S.A. | 479,25 MHz    | 31    | 0,02 kW       |